# Audacious osztály (repülőgép-hordozó)
Az Audacious osztály a Brit Királyi Haditengerészet kiválóan sikerült, erősen páncélozott repülőgép-hordozó osztálya volt a hidegháború idején. Két egységből állt: HMS Eagle (Sas) és HMS Ark Royal (Királyi Bárka). Szolgálati idejük alatt, többszöri átépítésük következtében a világ hadihajói közül méretre egyedül az amerikai szuper repülőgép-hordozók és az Iowa osztály csatahajói múlták felül őket. Hasonlóan az HMS Victorious hordozóhoz, jóval lehetséges üzemeltetési idejük lejárta előtt vonták ki őket a szolgálatból. Döntően a Royal Navy mint utóbb a Falkland-szigeteki háborúban kiderült, teljesen téves feltételezése okán, mely szerint a repülőgép-hordozók ideje az 1970-es évekre lejárt, így ezek elavult és teljesen felesleges, értéktelen hadihajóknak tekinthetőek.

## Története
Eredetileg 4 egység épült volna meg a hajóosztályból. De a második világháború után csak két hajó készült el, a többit törölték. Az HMS Eagle-t (ex HMS Audacious) 1954 és 1955 között modernizálták és korszerű, a repülőgépek párhuzamos indítását és leszállását lehetővé tevő szögfedélzetet kapott. Ezután a hajót a Földközi-tengerre vezényelték, ahol részt vett a szuezi válság harci cselekményeiben. 1959 és 1964 között ismételten feújították. Az átépítések következtében az HMS Eagle sztenderd vízkiszorítása 45 000, maximális vízkiszorítása 53 390 tonnára nőtt.
Az HMS Ark Royal (ex HMS Irresistible) 1956-ban szintén átesett egy felújításon, és többek között eltávolították a hajó elején található négy db légvédelmi ikerágyús 114 mm-es lövegtornyokat, amelyek akadályozták a repülési műveleteket. 1959-ben tovább csökkentették a fedélzeti fegyverek számát és 1964-ben a megmaradtakat is leszerelték, valamint új radart kapott a hajó. 1966-ban pedig újra a dokkba került az egység, azért hogy átalakítsák úgy, hogy az új F–4 Phantom II gépek is felszállhassanak róla. Ezt az HMS Eagle esetében nem tették meg. Az átépítések következtében a hajó sztenderd vízkiszorítása 43 340 tonnára, maximális vízkiszorítása pedig 53 060 tonnára nőtt.

## Az osztály hajói

### HMS Eagle (R05)
Eredetileg HMS Audacious lett volna az egység neve, de az osztály harmadik hajójának nevét kapta meg végül. 1946 márciusában bocsátották vízre, és 1972-ben vonták ki a hadrendből.

### HMS Ark Royal (R09)
Eredeti neve HMS Irresistible lett volna, a munkálatokat 1943-ban kezdték, 1950-ben bocsátották vízre és 1978-ban vonták ki a hadrendből.

### HMS Eagle
1942 augusztusában rendelték meg, később törölték, nevét az HMS Audacious kapta.

### HMS Africa
1943 júliusában rendelték meg, majd módosított tervekkel újra megrendelték, mint a Malta osztály egyik egységét. Végül törölték.

## Repülőgépek

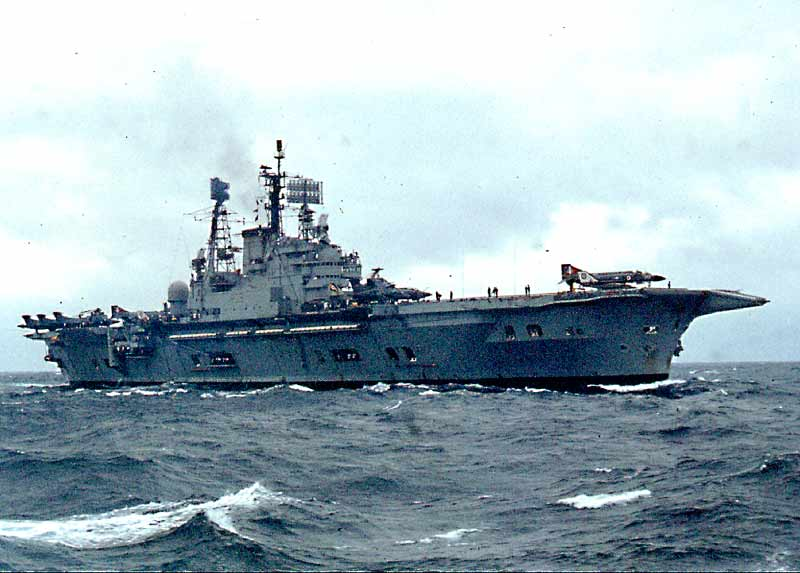
HMS Ark Royal (R09)

- Hawker Sea Hawk
- Westland Wyvern
- De Havilland Sea Venom
- Grumman Avenger
- Douglas Skyraider AEW
- McDonnell Douglas Phantom F-4K
- Blackburn Buccaneer S2
- Supermarine Scimitar
- De Havilland Sea Vixen
- Fairey Gannet
- Westland Dragonfly
- Westland Wessex
- Westland Sea King

## Képgaléria

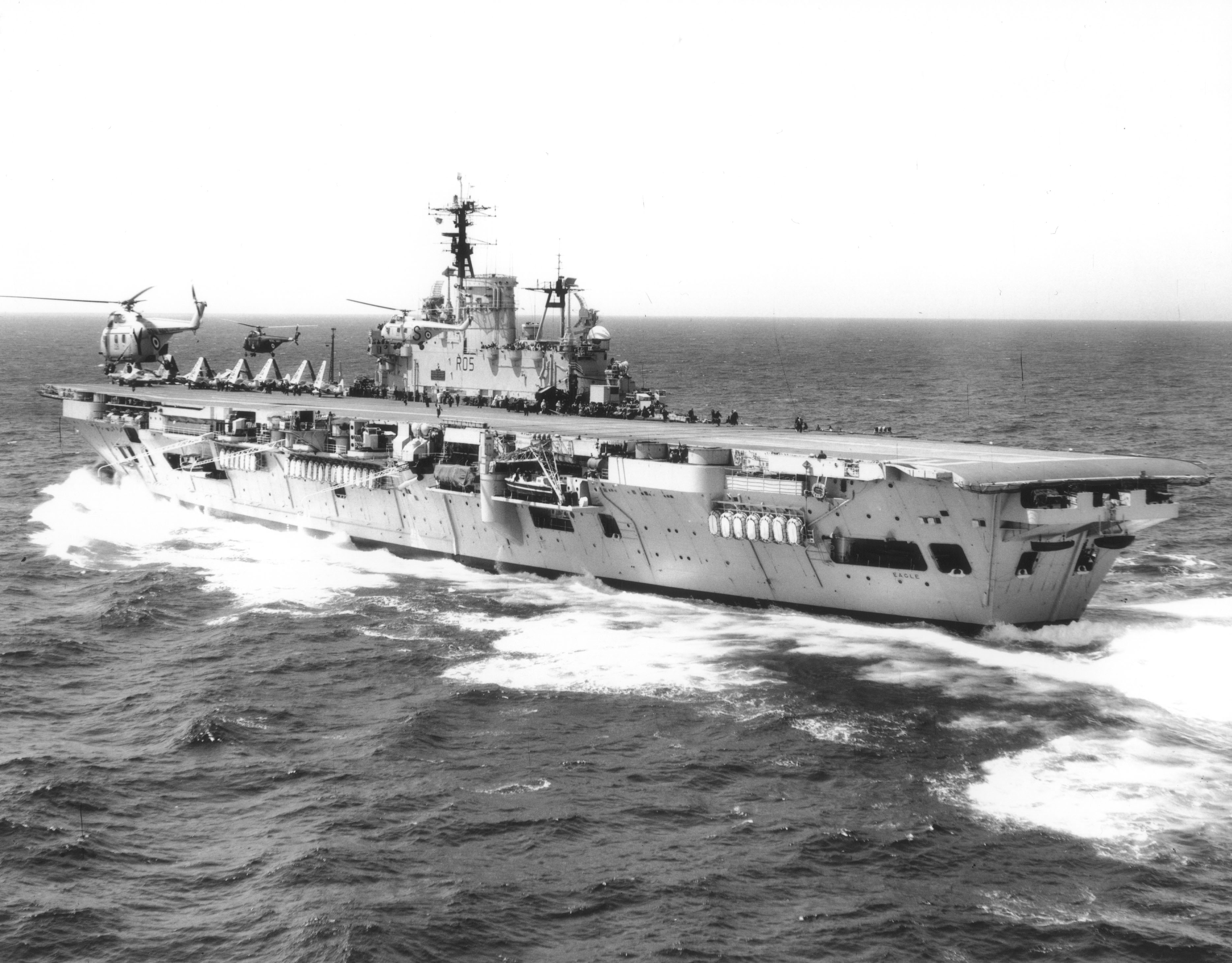
Az HMS Eagle brit repülőgép-hordozó eredeti alakjában, az 1950-es évek végén.
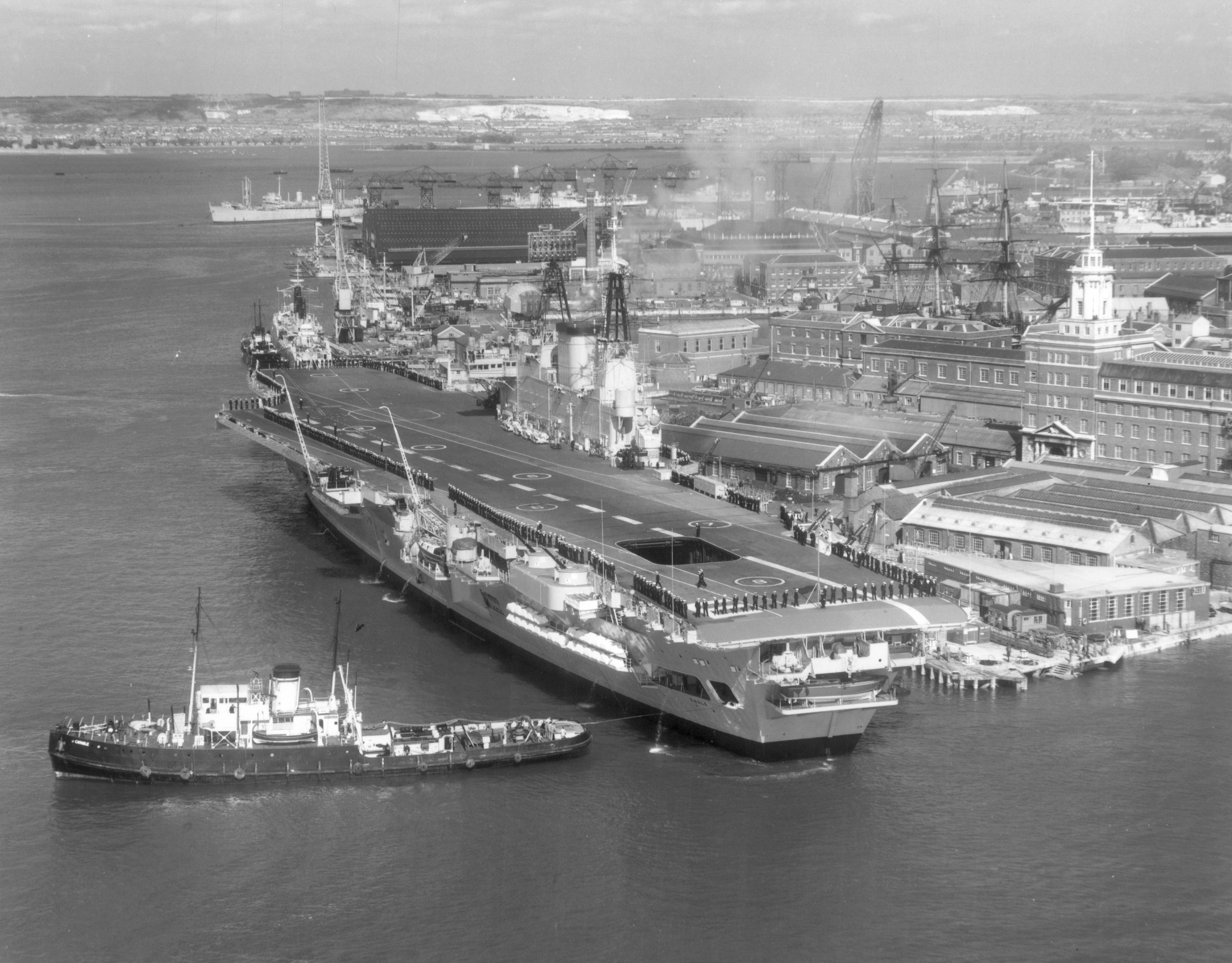
Az HMS Eagle brit repülőgép-hordozó 1964-ben, első átépítése után, a repülőgépek egyidejű le- és felszállását lehetővé tevő szögfedélzettel.
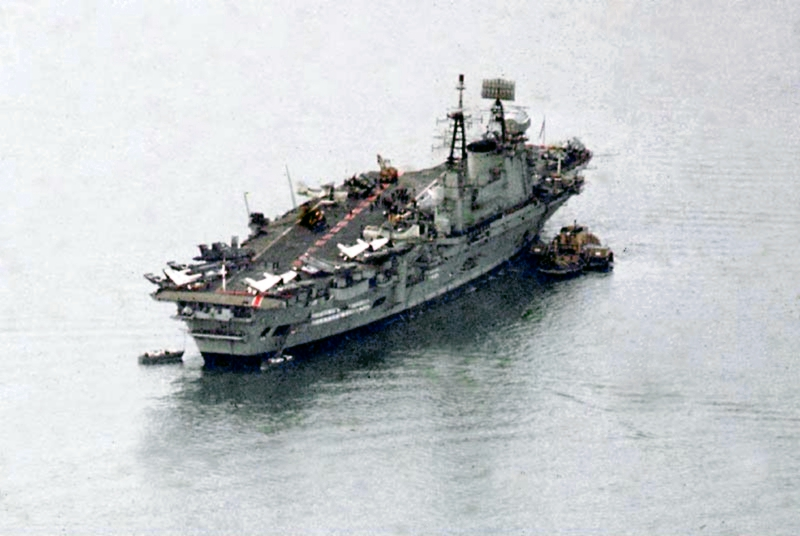
Az HMS Eagle brit repülőgép-hordozó 1970-ben Gibraltár kikötőjében.
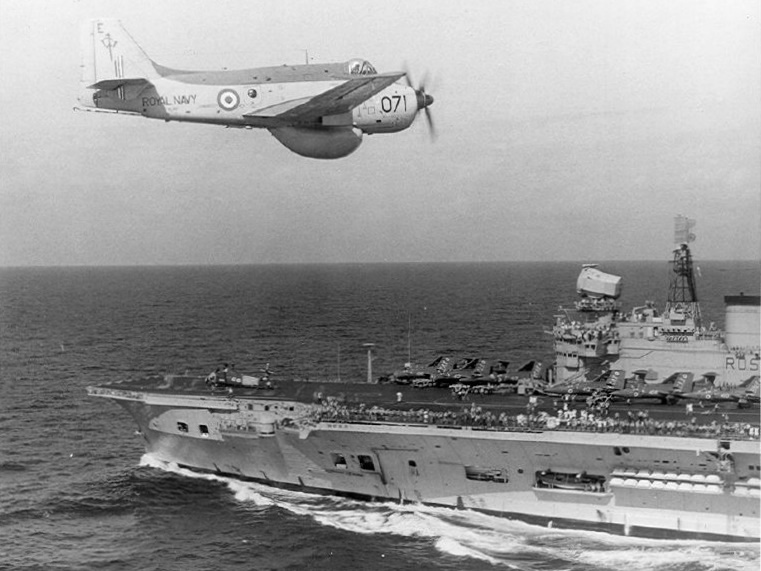
Az HME Eagle az 1970-es években, a kép előterében egy Fairey Gannet AEW repülőgéppel.
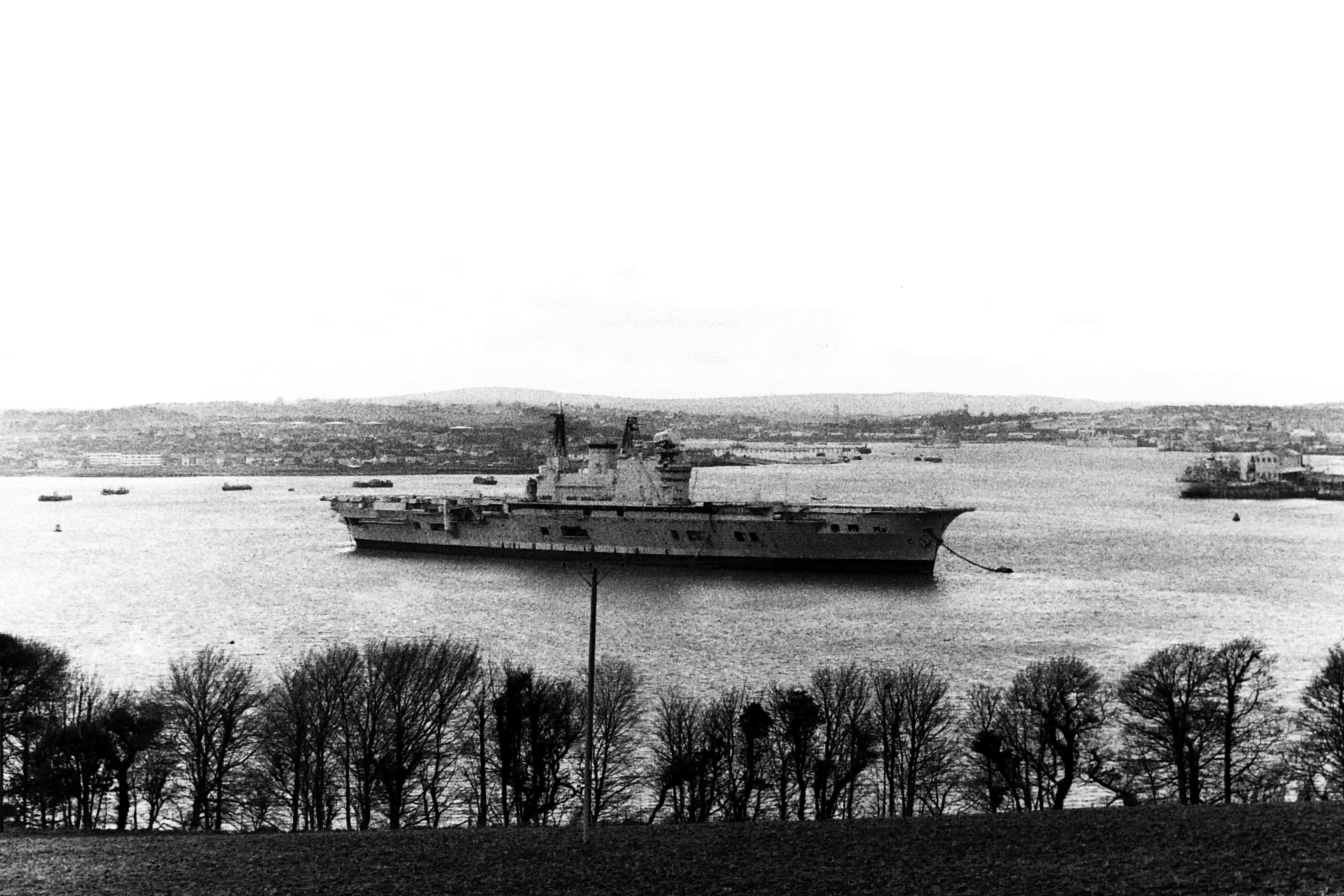
Az HMS Eagle repülőgép-hordozó leselejtezését követően, bontásra várva.
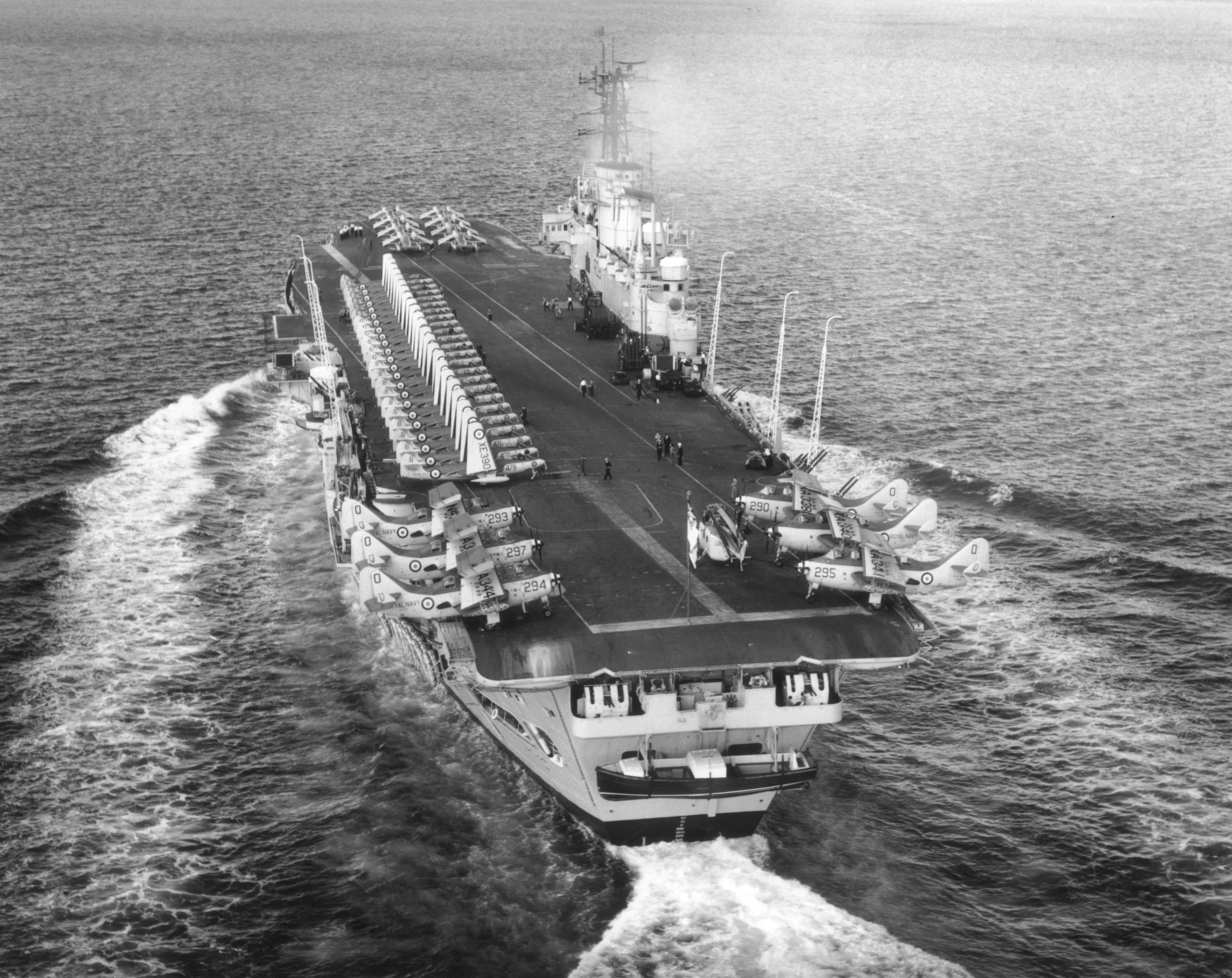
Az HMS Ark Royal brit repülőgép-hordozó eredeti alakjában, az 1950-es években.
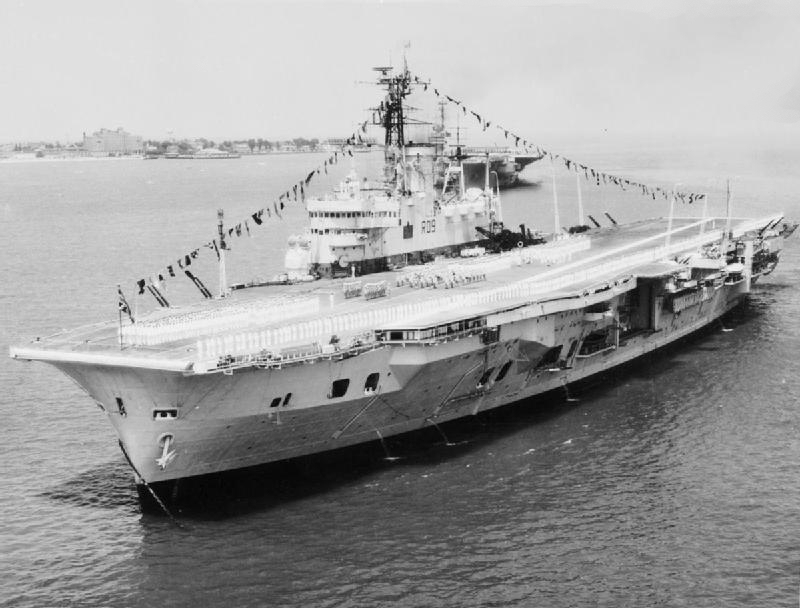
Az HMS Ark Royal 1957-ben, Hampton Roadsban, mögötte a USS Saratoga (CV-60) amerikai repülőgép-hordozó látható.
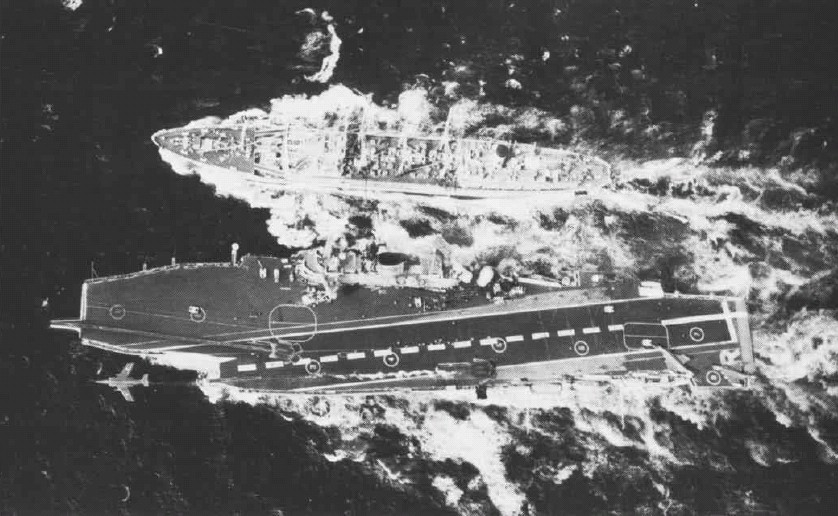
Az HMS Ark Royal egy ellátóhajó társaságában, amint egy Blackburn Buccaneer repülőgépet indít.
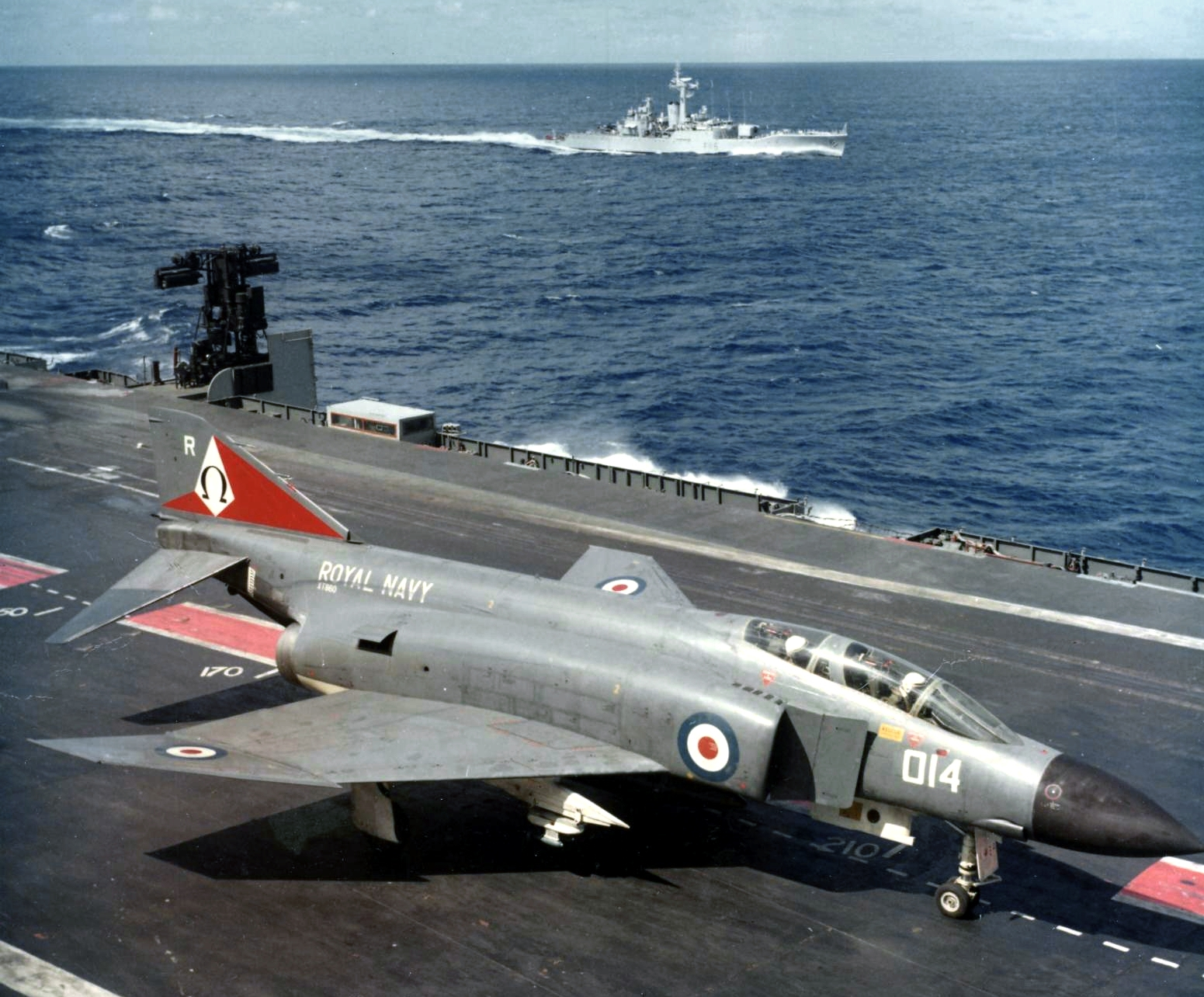
Brit F-4 Phantom FG.1 a 892. század állományából az HMS Ark Royal brit repülőgép-hordozó fedélzetén. A háttérben a Rothesay osztályú  HMS Berwick (F115) fregatt látható.
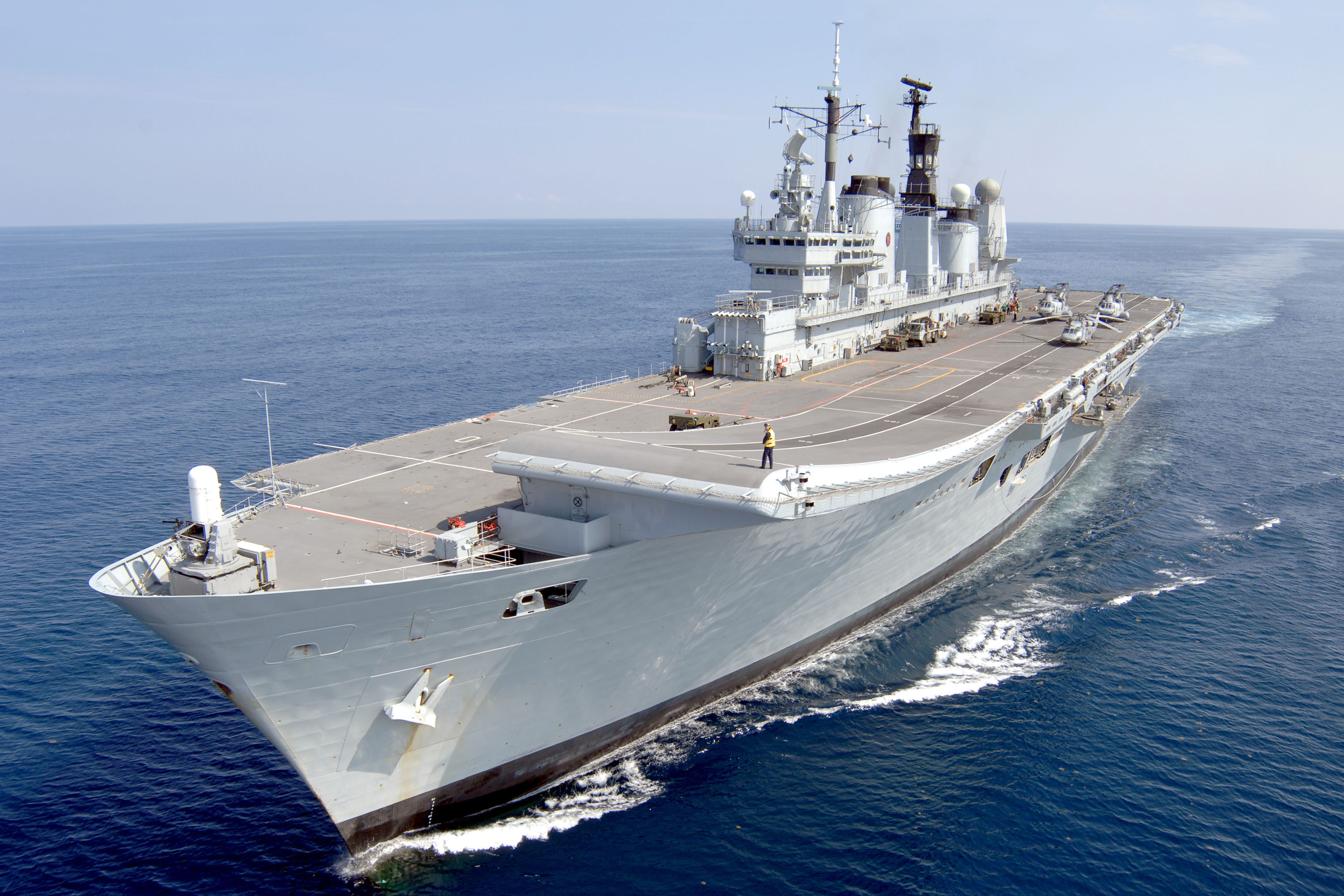
utód legyőzhetetlen osztály
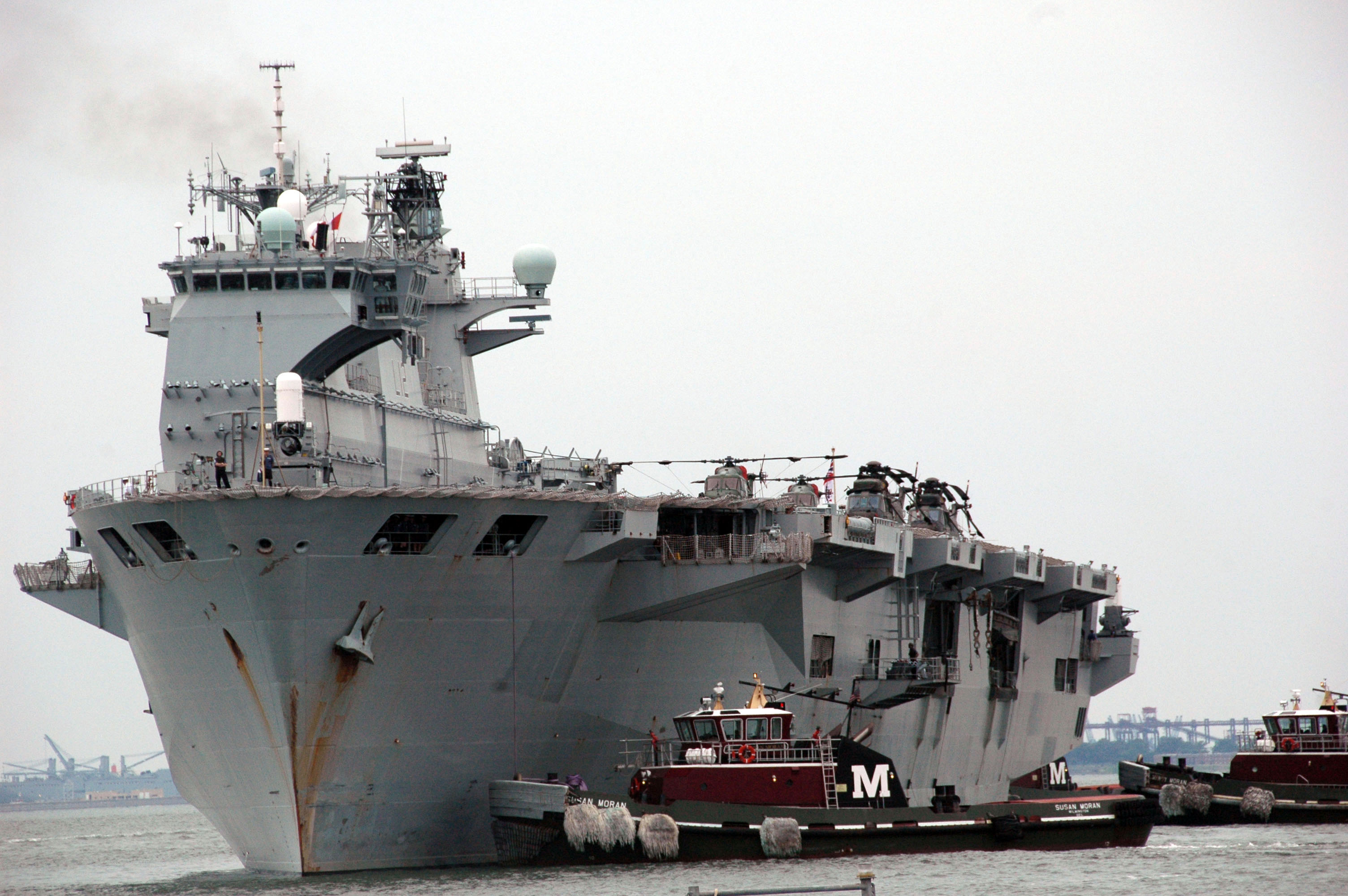
HMS Ocean a legyőzhetetlen osztály kialakítására épült.

## Fordítás
Ez a szócikk részben vagy egészben  az   Audacious-Klasse (1946) című német Wikipédia-szócikk ezen változatának fordításán alapul.  Az eredeti cikk szerkesztőit annak laptörténete sorolja fel. Ez a jelzés csupán a megfogalmazás eredetét és a szerzői jogokat jelzi, nem szolgál a cikkben szereplő információk forrásmegjelöléseként.

## Külső hivatkozások
- Adatok az Ark Royalról a fleetairarmarchive.net-en(angolul)